# Naspers
Naspers – międzynarodowy koncern mediowy mający siedzibę w Kapsztadzie, w Republice Południowej Afryki. Główną działalność prowadzi w obszarze płatnej telewizji, usług internetowych oraz prasy. Jest notowany na giełdach w Johannesburgu oraz Nowym Jorku. Naspers prowadzi działalność między innymi w Stanach Zjednoczonych, Afryce Subsaharyjskiej, Brazylii, Tajlandii, Indiach i Chinach. Ważnym miejscem operacji koncernu jest również Europa. Naspers posiada swoje przedsięwzięcia między innymi w Polsce, Rosji, Grecji oraz Holandii.

## Działalność

### Polska

#### GG Network
4 października 2007 koncern za pośrednictwem zarejestrowanej w Holandii spółki zależnej MIH Poland Holdings B.V. ogłosił wezwanie do zakupu 100% akcji komunikatora, oferując 23,50 zł za walor (blisko 20% więcej niż rynkowa wycena akcji z dnia poprzedniego). Główny inwestor Warsaw Equity Holding (posiadający 9 681 000, czyli 55% akcji) potwierdził zainteresowanie ofertą i podobnie jak twórca Gadu-Gadu, Łukasz Foltyn, posiadający około 14% udziałów, pozbył się wszystkich udziałów w spółce. W końcu czerwca 2008 MIH Poland Holdings B.V. posiadała już wszystkie akcje Gadu-Gadu S.A. (17.584.611), a ich notowania na giełdzie zostały zawieszone.
Główne produkty: komunikator internetowy Gadu-Gadu wraz z usługami pokrewnymi (Mobilne Gadu-Gadu, GaduAIR); serwis mikroblogowy Blip.

#### Allegro.pl
W marcu 2008 roku Naspers złożył ofertę kupna akcji notowanej na londyńskiej giełdzie spółki Tradus. Oferowana cena to 18 £ za akcję, co daje łączną sumę 946 mln £. Głównym aktywem Tradusa (wcześniej znanego jako QXL Ricardo) był serwis aukcyjny Allegro.
W czerwcu 2009 roku koncern poprzez spółkę MIH Allegro B.V. wezwał do sprzedaży 100% akcji notowanej na warszawskiej giełdzie spółki Bankier.pl S.A. właściciela między innymi portali Bankier.pl i mojeauto.pl. Po przejęciu wszystkich akcji spółka została wycofana z giełdy. Była notowana na GPW do 25 maja 2010.
Od 26 stycznia 2011 roku spółki QXL Poland, OtoMoto, Ceneo, Bankier.pl i Internet Service stanowią jedną spółkę o nazwie Grupa Allegro. W październiku 2016 r. koncern Naspers ogłosił sprzedaż za 3,25 mld dolarów 100 proc. udziałów Grupy Allegro, do której należą serwis ogłoszeniowy Allegro.pl i porównywarka cenowa Ceneo.pl. Nabywcami są fundusze inwestycyjne Cinven, Permira i Mid Europa.